# شرير خارق

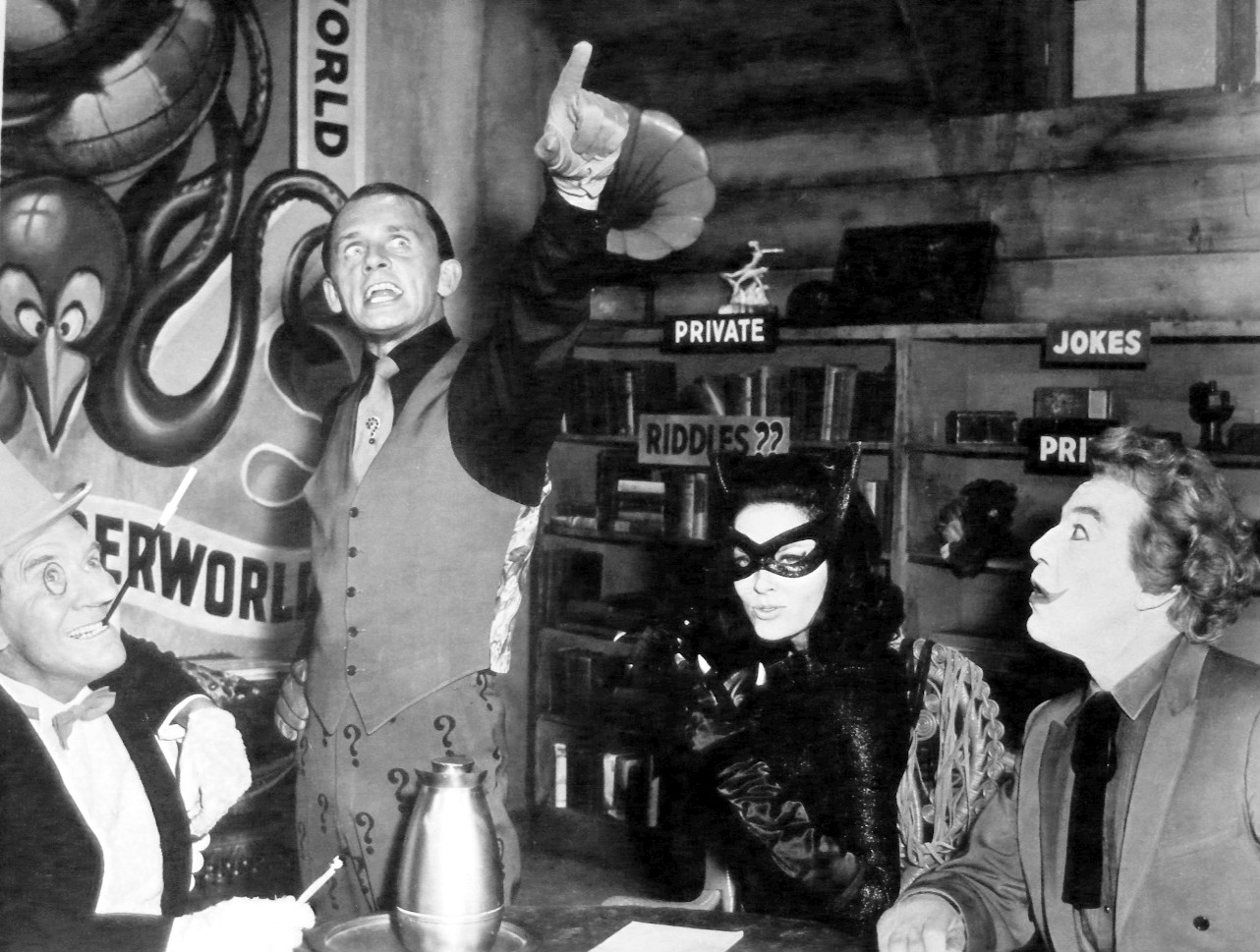
شرير خارق من فيلم باتمان عام 1966، مبني على مسلسل باتمان التلفزيوني والذي يحمل نفس الاسم. من اليسار إلى اليمين: البطريق،ريدلر، المرأة القطة، الجوكر.

الشرير الخارق (بالإنجليزية: supervillain)‏، هو بديل نمطي للأشرار في الكتب المصورة الأمريكية، يمتلك أحياناً قدرات خارقة.
والشرير الخارق عبارة عن نقيض البطل الخارق.
وغالباً ما يستخدم الشرير الخارق كتحدي كبير للبطل الخارق. وفي حالة عدم أمتلاك الشرير الخارق لقوى عظمى أو باطنية أو قوى فضائية، قد يمتلك ذكاء حاد أو مجموعة مهارات تسمح له بصياغة مخططات معقدة أو أرتكاب جرائم بطريقة تفوق قدرة البشر الطبيعيين.
وقد تشمل صفات أخرى مثل جنون العظمة وحيازة موارد كبيرة لتعزيز أهدافه.
ويتشارك معظم الأبطال الخارقيين بعض الخصائص المميزة لطغاة، وأعضاء عصابات، وإرهابيين، من العالم الحقيقي مع تطلعات للهيمنة على العالم.

## أشرار خارقين جديرين بالذكر

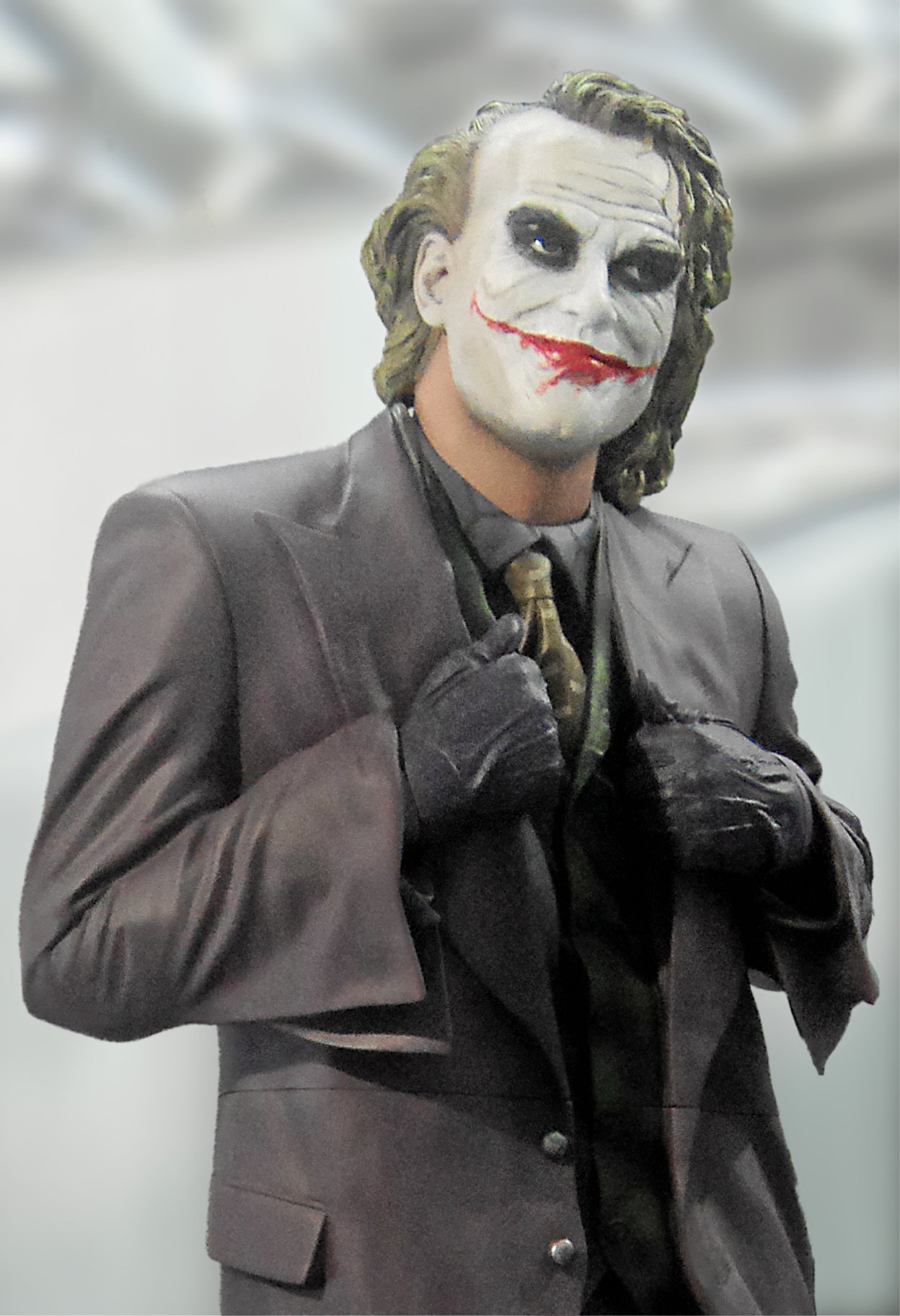
الجوكر نقيض باتمان, تم اقتباسه إلى السينما والتلفزيون.

الجوكر، ليكس لوثر، لوكي، ماغنيتو، دارك سايد، فينوم، راس الغول، غالاكتوس، أبوكاليبس، والعفريت الأخضر بعضهم تمت اقتباسه إلى السينما والتلفزيون. بعض الأمثلة البارزة من الإناث المرأة القطة، مستيك، هارلي كوين، تاليا الغول.